# 香川県立丸亀競技場
香川県立丸亀競技場（かがわけんりつまるがめきょうぎじょう、英: Kagawa Pref. Marugame Stadium）は、香川県丸亀市の丸亀市総合運動公園内にある陸上競技場兼球技場。施設は香川県が所有し、四電工グループ（構成員：四電工〈代表〉、シンコースポーツ、長谷川体育施設、太平ビルサービス）が指定管理者として運営管理を行っている 。
丸亀市総合運動公園は丸亀市が運営する運動公園だが、本施設のみ県が運営する（本施設以外の施設群は「丸亀市スポーツセンター」と称される）。

## 歴史
1997年に日本陸上競技連盟公認の陸上競技場の第2種から第3種へ格下げ された香川県立屋島陸上競技場に代わる県立陸上競技場の建設を検討するため、1992年6月、県教委は新設する陸上競技場などの整備構想を研究・協議する「県スポーツ施設整備検討委員会」を設置。新設に関しては高松市、丸亀市など四市一町から建設の陳情、要望が出た。
1992年末、県スポーツ施設整備検討委員会は丸亀市を建設候補地として答申。1998年の全国高等学校総合体育大会の主会場として使用することを目的に1995年から2年間かけて整備が進められ、1997年10月10日に開場している。なお、開場後の開催イベントについては#開催された主なイベント・大会を参照のこと。

## 施設概要
日本陸上競技連盟第1種公認 の陸上競技場で、全天候型の400m×9レーンのトラック（ノンチップ舗装）と、106m×69.5mの天然芝フィールド（ウィンターオーバーシード採用）を有する。
観客席は鉄筋コンクリート造（一部鉄骨造）で、メインスタンドが5階建て、サイドスタンド・バックスタンドが2階建て。観客収容数は30,099人（メインスタンド：10,747席、バックスタンド：13,352席、サイド芝スタンド：6,000人） となっているが、カマタマーレ讃岐がJリーグで使用する場合は、J2以上の試合では芝生席をカウントしないJリーグ規定（実際の試合でも芝生席は原則開放しない）に伴い、「入場可能数」を固定座席での実勢収容人員である22,338人としている。このため、Jリーグ開催時の応援席はバックスタンドに設けられており、アウェー側の応援席は第3コーナー付近（メインスタンドから見て左側）としている。
メインスタンド2階席に屋根を架設。ただしJリーグクラブライセンス制度のB等級（全収容人員の3分の1以上を屋根で覆うこと）を満たしていない。夜間照明は全灯 1,500Lx で、メインスタンド側は屋根一体型。バックスタンド側に鉄塔2基が配置されている。バックスタンド下に雨天練習走路が設けられている。
大型映像装置は当初4色磁気反転式だったが、修理交換部品が製造を中止しており、修理が困難なこともあって、2014年3月に三菱電機製オーロラビジョン664型 (高さ7.68m×幅15.04m）に更新された。なお、2010年に日本陸上競技選手権大会が行われた際は仮設で映像装置を設置した。
2021年～2022年にかけて走路等の改修工事が行われ、2022年にWA（ワールドアスレティックス）クラス2認証競技場となった。これにより世界記録が即座に認められる。

## 命名権
2015年7月にシステムインテグレーター・電力系通信事業者のSTNetが命名権を取得し、同年9月1日より5年間の契約期間で同社のFTTHサービス「Pikara」に由来する「Pikaraスタジアム」（ピカラスタジアム、略称：ピカスタ）と呼称される。
STNetは2020年にも年額2,015万円で5年間の命名権契約を更新したが、2025年8月末の契約満了をもってSTNetが契約を更新しない意向を示し、香川県は新たな命名権者を募集している。当初は県内に事業所などを持つ企業で、年額1200万円以上・契約期間3年以上10年以下を条件としたが、応募がなかったため、条件を「年間1000万円以上」に引き下げて再募集を行っている。

## 開催された主なイベント・大会

### 陸上競技
- 香川県陸上競技選手権大会
- 香川県高等学校総合体育大会陸上競技
- 香川丸亀国際ハーフマラソン
- 日本グランプリファイナル陸上競技大会（1997年）
- 全日本実業団対抗陸上競技選手権大会（2005年）
- 全日本中学校陸上競技選手権大会（2006年、2014年）
- 第94回日本陸上競技選手権大会（2010年、四国初開催）

### サッカー

#### 国内大会
- 日本プロサッカーリーグ（Jリーグ）公式戦
  - カマタマーレ讃岐のホームゲーム（日本フットボールリーグ所属時代の2011年から2013年は準本拠地、J2加盟の2014年以後は主本拠地）
  - '99Jリーグヤマザキナビスコカップ 2回戦 横浜F・マリノス vs サンフレッチェ広島（1999年6月19日）
  - 2000年 Jリーグ ディビジョン1 2ndステージ第4節 FC東京 vs 清水エスパルス（2000年7月15日）
  - 2001年 Jリーグ ディビジョン1 1stステージ第8節 FC東京 vs コンサドーレ札幌（2001年5月6日）
  - 2007年 Jリーグ ディビジョン2 第42節 徳島ヴォルティス vs サガン鳥栖（2007年9月26日）
  - 2020明治安田生命J2リーグ 第38節 ファジアーノ岡山 vs アビスパ福岡（2020年12月2日）[13]
  - 2024 J3・JFL入れ替え戦 第1戦 高知ユナイテッドSC vs Y.S.C.C.横浜（2024年12月1日）[14][15]

- 天皇杯全日本サッカー選手権大会
- 第34回皇后杯全日本女子サッカー選手権大会 (2012年）
- 全国高等学校サッカー選手権大会香川県予選

#### 国際大会
- 2015年5月24日 ： MS&ADなでしこカップ2015 日本女子代表×ニュージーランド女子代表

### その他
- 平成10年度全国高等学校総合体育大会 (1998年）
- 令和4年度全国高等学校総合体育大会アーチェリー競技大会(2022年）

## アクセス
- 鉄道
  - JR土讃線・金蔵寺駅より徒歩20分（約2km）[6]
- バス
  - JR予讃線・丸亀駅からコミュニティバス「丸亀西線」（城西高校方面で15分、塩屋橋方面で30分）で「丸亀スタジアム」下車、徒歩1分[1][6][16]（2018年10月現在、両回り一日7本）[17]。
  - JR予讃線・丸亀駅から琴参バス「琴平線」で「丸亀スポーツセンター前」下車、徒歩10分[16]（2018年10月現在、平日のみ4本で土日祝日は全て運休）。
  - 四国高速バス「さぬきエクスプレス大阪」で「丸亀競技場東」下車、徒歩5分[16]。
- 自動車
  - 高松自動車道・善通寺インターチェンジより約2km、国道11号沿い。
  - JR予讃線・丸亀駅から約15分

なお、カマタマーレのホームゲーム開催時は高松駅および丸亀駅からシャトルバスが運行されている（高松発着便は事前予約制）。

## 周辺施設
- 補助競技場：日本陸上競技連盟第3種公認（全天候舗装）の6レーントラック（400m）※直走路は8レーン
- 丸亀市総合運動公園内
  - 丸亀市総合スポーツセンター
    - 陸上競技場兼球技場：アンツーカー舗装の6レーントラック（400m）
    - テニスコート：サンドフィルコート8面
    - 多目的広場（球技場）：クレー鋪装、イベント時に臨時駐車場として使用
    - 丸亀市民体育館
    - 丸亀市民球場
- ボートピアまるがめ

## ギャラリー

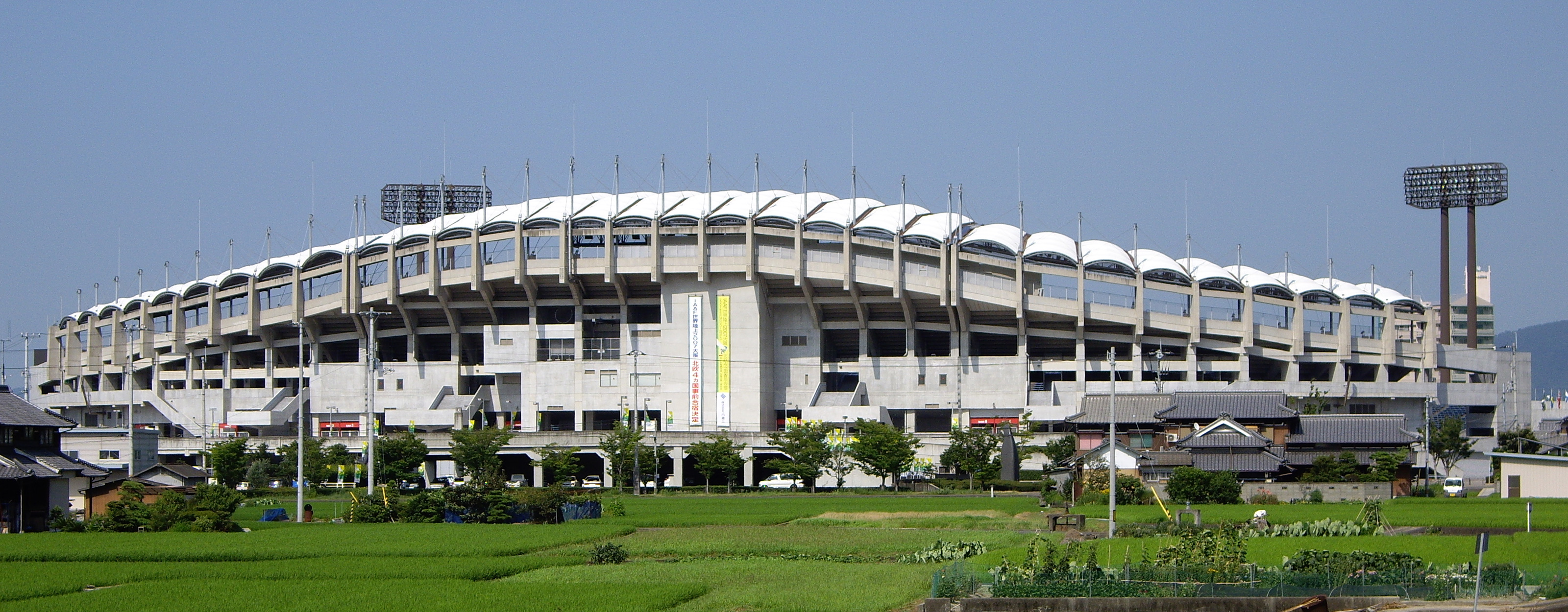
外観
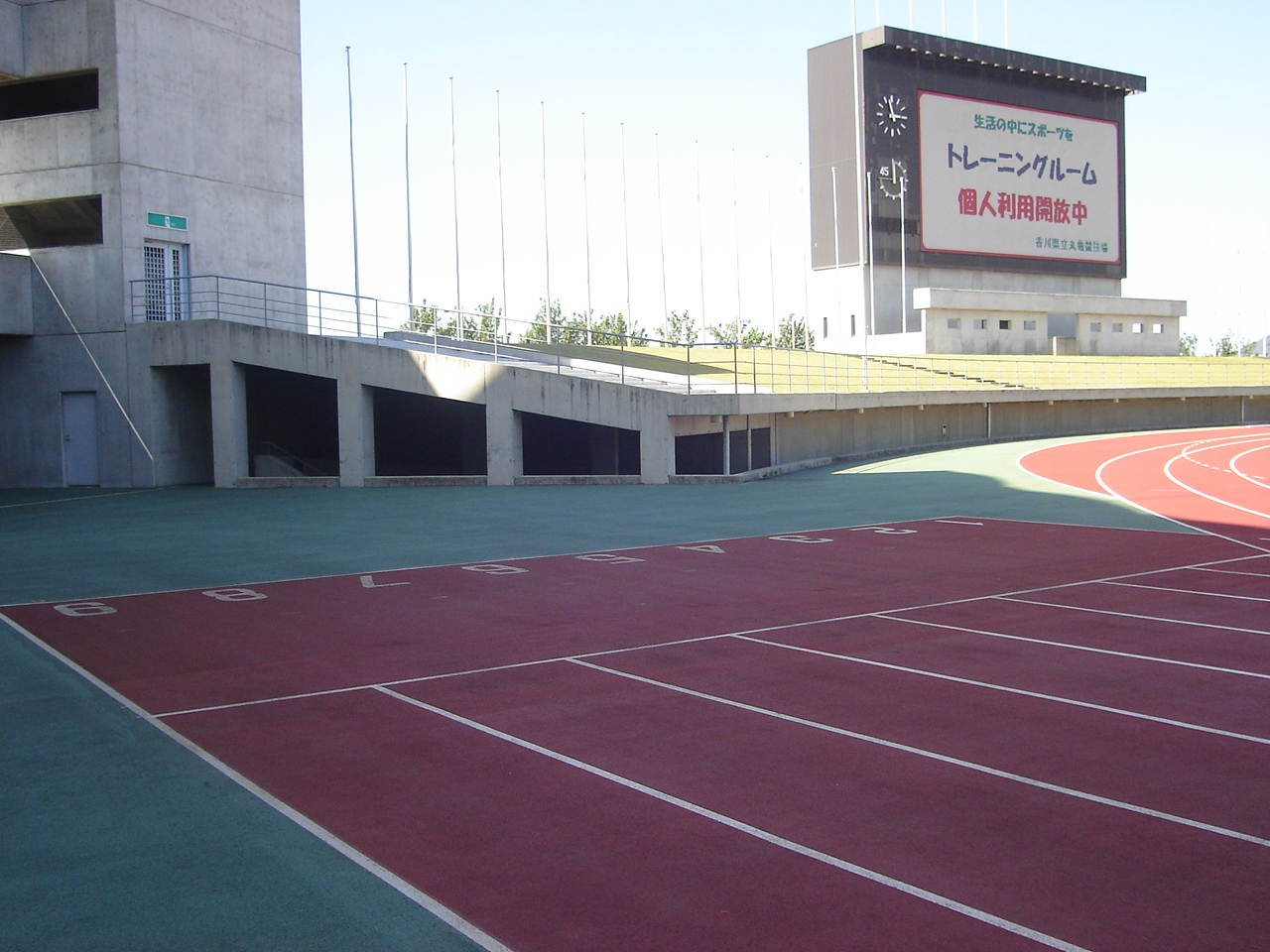
2014年2月まで設置されていた磁気反転式掲示板
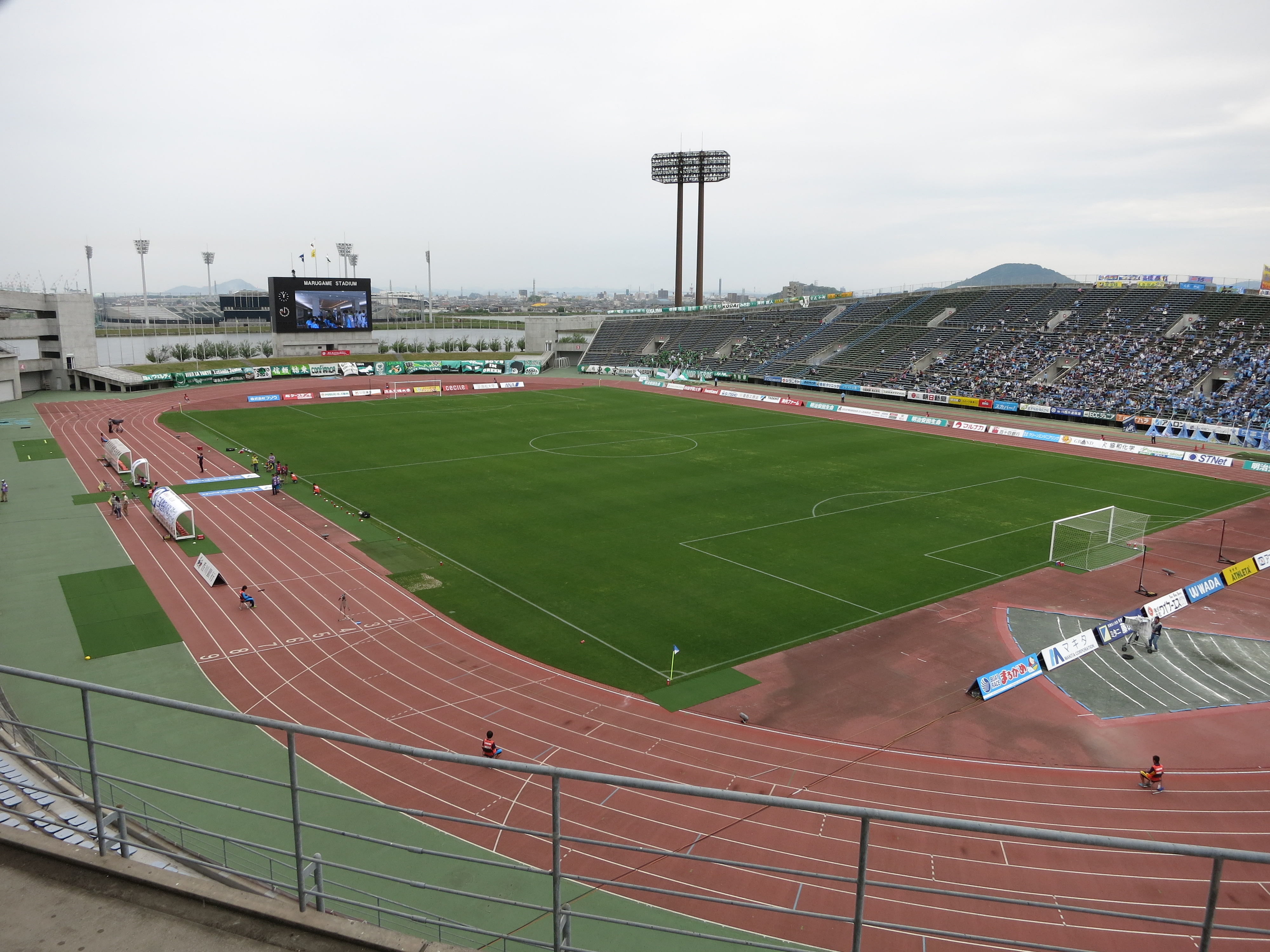
メインスタンドから
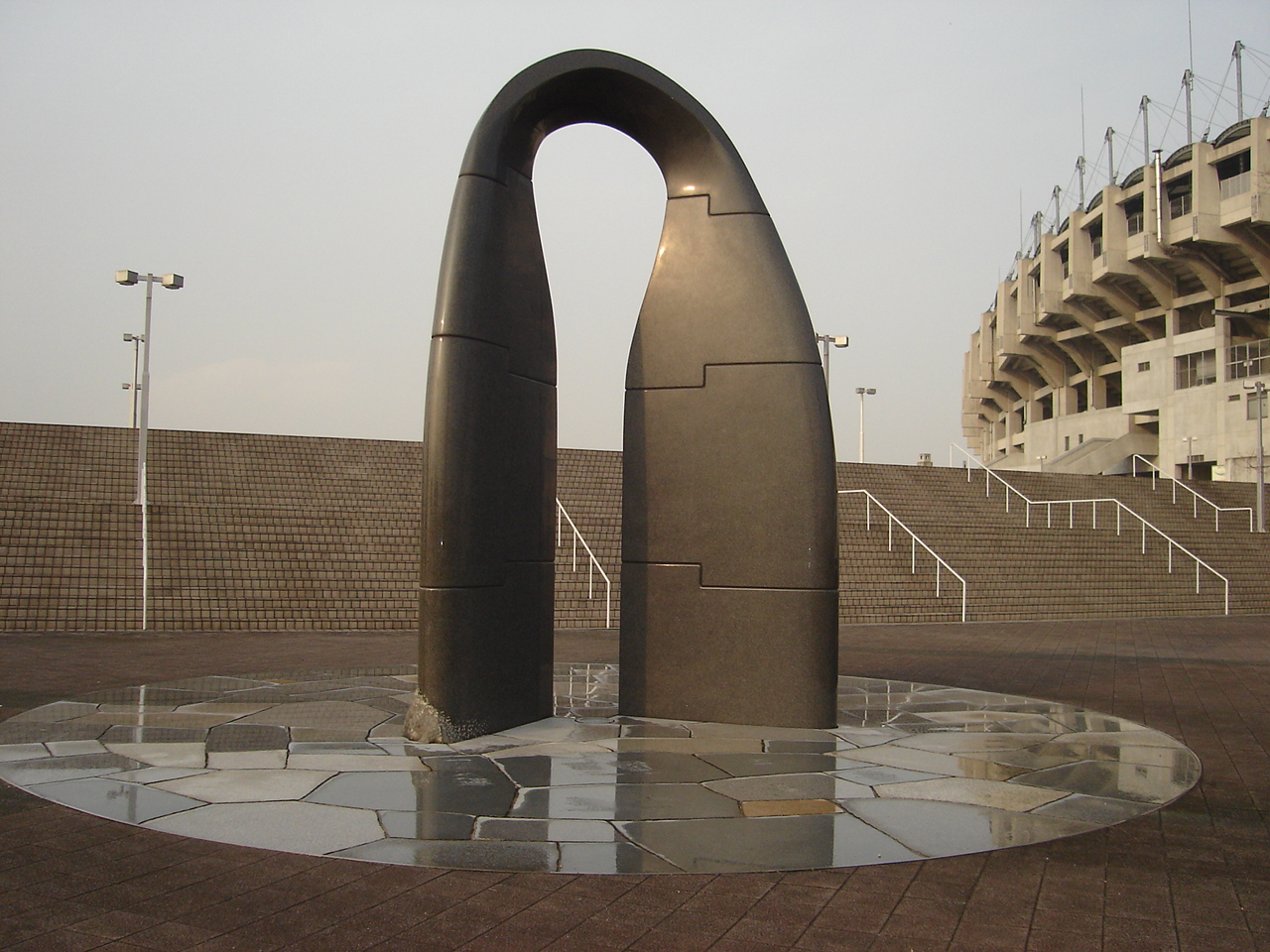
丸亀競技場　モニュメント「記録の門」

## 脚註
1. 1 2 3  “Pikaraスタジアム”. 日本プロサッカーリーグ. 2018年10月14日閲覧。
2. ↑  香川県土木史第2巻（香川県建設技術協会）205頁
3. ↑  県立丸亀競技場の指定管理者 (PDF)  香川県 2013年12月25日閲覧
4. ↑  2017年4月リニューアル完成。第2種復帰
5. 1 2 3 4  “施設概要”. 公式サイト. 2013年12月25日閲覧。
6. 1 2 3  “アクセス情報”. カマタマーレ讃岐. 2018年10月14日閲覧。
7. ↑  「札幌ドーム」向けオーロラビジョン3面受注のお知らせ（記事内に香川県立丸亀競技場に関する記述あり） (PDF)  (プレスリリース), 三菱電機 (2014年6月24日)、2014年8月27日閲覧
8. ↑  県立丸亀競技場にLEDスクリーン整備へ（四国新聞2013年2月14日　2014年8月11日閲覧）
9. ↑  県立丸亀競技場愛称「Ｐｉｋａｒａスタジアム」に（四国新聞） - ウェイバックマシン（2015年8月29日アーカイブ分）
10. ↑  “ネーミングライツ（香川県立丸亀競技場）”. 香川県. 2025年8月7日閲覧。
11. ↑  “香川県が県立丸亀競技場のネーミングライツ契約企業募集　ＳＴＮｅｔとの契約が８月末で満了【香川】”. 岡山放送 (2025年6月24日). 2025年8月7日閲覧。
12. ↑  “香川県立丸亀競技場　ネーミングライツ（命名権）を1000万円に下げて再募集”. 瀬戸内海放送 (2025年8月6日). 2025年8月7日閲覧。
13. ↑  “ホームゲームの県外開催につきまして”. ファジアーノ岡山. 2020年10月8日閲覧。
14. ↑  “２０２４ Ｊ３・ＪＦＬ入れ替え戦 開催決定のお知らせ：Ｊリーグ公式サイト（J.LEAGUE.jp）”. Ｊリーグ.jp（日本プロサッカーリーグ）. 2024年11月17日閲覧。
15. ↑  “JFL高知のJリーグ参入を懸けた入替戦、ホーム1stレグは香川県開催に 本拠地の照明整備間に合わずJ3讃岐からピカスタを拝借”. 超ワールドサッカー！. 2024年11月21日閲覧。
16. 1 2 3  “アクセス”. 公式サイト. 2013年12月25日閲覧。
17. ↑  “丸亀コミュニティバス　路線図・時刻表・運賃表”.   丸亀市. 2018年10月14日閲覧。
18. ↑  “シャトルバス”. 大川自動車. 2018年10月14日閲覧。

## 関連事項
- 日本のサッカー競技場一覧
- 陸上競技場 - （第一種公認陸上競技場の一覧）